# Biesbosch (Diemen)

Locatie in de gemeente

Biesbosch is een buurt in de gemeente Diemen.

## Topografisch
De buurt is gelegen ten oosten van Duivendrecht en aan de westkant in de wijk Diemen-Zuid. De buurt wordt afgescheiden van de overige buurten in Diemen-Zuid door de Gooiseweg.

## Openbaar vervoer
- Metro: Venserpolder en Diemen Zuid (metrolijn 53) en Duivendrecht (metrolijn 50 en metrolijn 54)
- Bus: buslijnen 41, 44 en nachtlijn N85 (alleen staduitwaarts)
- Trein: Station Diemen Zuid en Station Duivendrecht.

## Geschiedenis
De wijk is grotendeels gebouwd in 1978 als een buurt van Duivendrecht-Oost. Later is door gemeentelijk overleg toch besloten de buurt onderdeel van Diemen-Zuid te laten worden. Hierdoor is de bouwstijl vooral vergelijkbaar met de aangelegen wijken in Duivendrecht. 

## Voorzieningen
- Winkelcentrum Duivendrecht: 750 m
- Winkelcentrum Diemen-Zuid: 1,2 km
- Winkelcentrum Diemerplein (Diemen centrum): 1,7 km
- Winkelcentrum Amsterdamse Poort: 2,2 km
- Winkelcentrum Oosterpoort: 4,4 km
- Amsterdam Centrum: 6,5 km

## Gebiedsindeling
Aan de oostkant van de wijk rondom het Lepelaarpad in het verlengde van het Venserpark ligt het Biesbosch Park met tennisbaan, half basketbalveld, voetbalveld, jeu de boules veld en speeltoestellen. Er zijn in de wijk op 3 verschillende plaatsen speelplaatsen voor kinderen. Langs de zuidkant van de wijk loopt een watertje met wandelpad. 